# イングランドの非都市ディストリクト
非都市ディストリクト（ひとしディストリクト、英語: Non-metropolitan district）またはシャイア・ディストリクト（英語: shire districts）は、イングランドの行政区画の1つ。非都市カウンティの下に属する自治体。シティ・ステータスを持つものとバラ・ステータスを持つものとが存在する。

## 概要
二段構造で構成されるイギリスの地方行政のうち、非都市カウンティの下に属する行政区画である。ほとんどの非都市カウンティはカウンティ・カウンシルと複数のディストリクトで構成され、ディストリクトもまたカウンシルとバラによって構成される。
| サービス     | 非都市カウンティ | 非都市ディストリクト | 単一自治体 |
| ------------ | ---------------- | -------------------- | ---------- |
| 教育         | チェック         |                      | チェック   |
| 住居         |                  | チェック             | チェック   |
| 開発許可     |                  | チェック             | チェック   |
| 戦略策定     | チェック         |                      | チェック   |
| 交通計画     | チェック         |                      | チェック   |
| 公共交通機関 | チェック         |                      | チェック   |
| 道路の整備   | チェック         |                      | チェック   |
| 消防         | チェック         |                      | チェック   |
| 社会サービス | チェック         |                      | チェック   |
| 図書館       | チェック         |                      | チェック   |
| レジャー     |                  | チェック             | チェック   |
| 廃棄物回収   |                  | チェック             | チェック   |
| 廃棄物処理   | チェック         |                      | チェック   |
| 衛生         |                  | チェック             | チェック   |
| 税金の回収   |                  | チェック             | チェック   |

## 地位
多くの非都市ディストリクトがバラ・ステータスを有しており、自らのカウンシルを「バラ・カウンシル」と呼ぶ権利を持つ。この地位は多くの場合国王からの特許状によって得ており、数世紀に及ぶ長い歴史を持つ。オックスフォードやエクセターなどシティ・ステータスを持つディストリクトも存在するが、行政上の権限は特に変わらない。逆に、シティ・ステータスやバラ・ステータスを持つ自治体の中には単一自治体や都市ディストリクトであるものも多い。
単一自治体は儀礼上はカウンティに属するが行政上はカウンティとは別の議会によって運営される。また、都市ディストリクトは1974年の行政改革によって都市カウンティの中に作られた自治体である。

## 歴史
1899年まで、イングランドの自治体は地方ディストリクト、都市ディストリクト、都市バラ、カウンティ・バラ、大都市バラの5つに分けられていたが、20世紀後半に行われた地方行政改革によってこれらの区分は撤廃された。なお、非都市ディストリクトはグレーター・ロンドン外の自治体が都市カウンティと非都市カウンティに分けられた1974年、非都市カウンティの下に位置する自治体として設置された。創設当初は296の非都市ディストリクトがあったが、1990年代と2009年に行われた行政改革によってその数は192にまで減少した。また、当初の非都市ディストリクトのうち55の自治体は単一自治体に格上げされた。

### スコットランドとウェールズの事例
ウェールズでは、これほぼ同様の2段階の地方行政制度（ディストリクト）が1974年から96年まで存在していた。しかし、1996年の地方行政改革によって2段階制だった自治体が全て1段階の自治体へ変更された。グレーター・ロンドンのような大都市エリアを持たないウェールズにおいて、非都市ディストリクトという区分は存在しない。またスコットランドにおいても1996年に2段階制の自治体制度が1段階へ変更されたため、非都市ディストリクトは存在しない。

## 非都市ディストリクトの一覧
| カウンティ             | 英称            | 非都市ディストリクト | 数  |
| ---------------------- | --------------- | --- | --- |
| ケンブリッジシャー     | Cambridgeshire  | ケンブリッジ – サウス・ケンブリッジシャー – ハンティンドンシャー – フェンランド – イースト・ケンブリッジシャー | 005 |
| カンブリア             | Cumbria         | バロー＝イン＝ファーネス – サウス・レイクランド – コープランド – アラーデール – イーデン – カーライル | 006 |
| ダービーシャー         | Derbyshire      | ハイ・ピーク – ダービーシャー・デールズ – サウス・ダービーシャー – イアウォッシュ – アンバー・ヴァレー – ノース・イースト・ダービーシャー – チェスターフィールド – ボルソヴァー                                               | 008 |
| デヴォン               | Devon           | エクセター – イースト・デヴォン – ミッド・デヴォン – ノース・デヴォン – トーリッジ – ウェスト・デヴォン – サウス・ハムズ – テインブリッジ                                                                                     | 008 |
| イースト・サセックス   | East Sussex     | ヘイスティングス – ロザー – ウィールデン – イーストボーン – ルイス | 005 |
| エセックス             | Essex           | ハーロウ – エッピング・フォレスト – ブレントウッド – バジルドン – キャッスル・ポイント – ロッチフォード – モールドン – チェルムスフォード – アトルスフォード – ブレントリー – コルチェスター – テンドリング                   | 012 |
| グロスタシャー         | Gloucestershire | グロスター – テュークスバリー – チェルトナム – コッツウォルド – ストラウド – フォレスト・オブ・ディーン | 006 |
| ハンプシャー           | Hampshire       | ゴスポート – フェアラム – ウィンチェスター – ハヴァント – イースト・ハンプシャー – ハート – ラシュムア – ベイジングストーク・アンド・ディーン – テスト・ヴァレー – イーストリー – ニュー・フォレスト                          | 011 |
| ハートフォードシャー   | Hertfordshire   | スリー・リバーズ – ワトフォード – ハーツメアー – ウェリン・ハットフィールド – ブロクスボーン – イースト・ハートフォードシャー – スティーブニッジ – ノース・ハートフォードシャー – セント・オールバンズ – ダコラム             | 010 |
| ケント                 | Kent            | ダートフォード – グレーヴシャム – セブノークス – トンブリッジ・アンド・モーリング – タンブリッジ・ウェルズ – メードストン – スウェール – アシュフォード – フォークストン・アンド・ハイズ – カンタベリー – ドーバー – サネット | 012 |
| ランカシャー           | Lancashire      | ウェスト・ランカシャー – チョーリー – サウス・リブル – フィルド – プレストン – ワイア – ランカスター – リブル・ヴァレー – ペンドル – バーンリー – ロセンデール – ヒンドバーン                                                 | 012 |
| レスターシャー         | Leicestershire  | チャーンウッド – メルトン – ハーボロー – オアドビー・アンド・ウィグストン – バラビー – ヒンクリー・アンド・ボスワース – ノース・ウェスト・レスターシャー                                                                      | 007 |
| リンカンシャー         | Lincolnshire    | リンカン – ノース・ケスティヴァン – サウス・ケスティヴァン – サウス・ホーランド – ボストン – イースト・リンジー – ウェスト・リンジー                                                                                          | 007 |
| ノーフォーク           | Norfolk         | ノリッジ – サウス・ノーフォーク – グレート・ヤーマス – ブロードランド – ノース・ノーフォーク – キングズ・リン・アンド・ウェスト・ノーフォーク – ブレックランド                                                                | 007 |
| ノース・ヨークシャー   | North Yorkshire | セルビー – ハロゲート – クレイヴン – リッチモンドシャー – ハンブルトン – ライデール – スカーブラ | 007 |
| ノッティンガムシャー   | Nottinghamshire | ラッシュクリフ – ブロクストウ – アシュフィールド – ゲドリング – ニューアーク・アンド・シャーウッド – マンスフィールド – バセットロウ                                                                                          | 007 |
| オックスフォードシャー | Oxfordshire     | オックスフォード – チャーウェル – サウス・オックスフォードシャー – ヴェール・オブ・ホワイト・ハウス – ウェスト・オックスフォードシャー                                                                                        | 005 |
| サマセット             | Somerset        | サウス・サマセット – サマセット・ウェスト・アンド・トーントン – セッジムーア – メンディップ | 004 |
| スタッフォードシャー   | Staffordshire   | タムワース – リッチフィールド – カノック・チェース – サウス・スタッフォードシャー – スタッフォード – ニューカッスル＝アンダー＝ライム – スタッフォードシャー・ムーアランズ – イースト・スタッフォードシャー                   | 008 |
| サフォーク             | Suffolk         | イプスウィッチ – バーバーグ – イースト・サフォーク – ミッド・サフォーク – ウェスト・サフォーク | 005 |
| サリー                 | Surrey          | スペルソーン – ラニーミード – サリー・ヒース – ウォキング – エルムブリッジ – ギルフォード – ウェイヴァリー – モル・ヴァレー – エプソム・アンド・ユーエル – ライゲット・アンド・バンステッド – タンドリッジ                    | 011 |
| ウォリックシャー       | Warwickshire    | ノース・ウォリックシャー – ナニートン・アンド・ベッドワース – ラグビー – ストラトフォード・アポン・エイヴォン – ウォリック | 005 |
| ウェスト・サセックス   | West Sussex     | ワージング - アラン - チチェスター - ホーシャム - クローリー - ミッド・サセックス - エイドゥー | 007 |
| ウスターシャー         | Worcestershire  | ウスター – モールヴァン・ヒルズ – ワイヤ・フォレスト – ブロムズグローヴ – レディッチ – ウィチャヴォン | 006 |
|                        | Total           | Total | 181 |